# 赤い靴 (テレビドラマ)
『赤い靴』（あかいくつ）は1972年10月3日から1973年9月25日まで、毎週火曜19時から19時30分までTBS系列で放映されていた連続テレビドラマ。東宝制作、全52話。

## 概要・内容
主人公の小田切美保はバレリーナだった母の後を継ぎ、「和泉バレエ団」に入団してライバルの甲斐鏡子としのぎを削り合い、先輩の稲村節子のいじめを受けながらも、プリマドンナを目指して日々頑張っていく物語。なお、原作も脚本の上條逸雄。
本作ではサブタイトルが無く、全話ともストーリーの冒頭で「第（数字）回」と表示されていた。最初は全26話の予定であったが、好評により、1973年1月に倍の52話までの延長が決定した。
本作のプロデューサーの一人である土井利泰が著した『振り向いてテレビ』（中央公論事業出版）によれば、NHKでバレエの番組を見たのがきっかけでバレエのドラマを製作しようと思い立ち、タイトルも土井が見て感動した1948年のイギリスの同名の映画『赤い靴』からそのまま採ったという。土井は本作を企画するに当たり「（『サインはV』『アテンションプリーズ』と根性ものが続いたが）同じ根性ものでも、ここで“モーレツ”から“ビューティフル”に変えて、心の豊かさを求めてのバレエドラマである。子供番組はただ面白いだけでなく、一本芯の通ったテーマを踏まえて製作すべき」と主張した。最初、本作は『不二家の時間』（毎週日曜19:30 - 20:00）枠で『アテンションプリーズ』の後続作品として企画したが不採用になり、これの後続として1971年4月からスタートするのは『美しきチャレンジャー』と決まった。
翌1972年、土井は自身もプロデューサーを務めていた『なんたって18歳!』の後続番組候補として前年に不採用になった本作の企画を引き出し、今度は採用となって1972年10月からのスタートが決まった。バレエを題材としてドラマを製作するにあたり、「子供向けドラマの主役はストーリーで魅力を作っていける」として本職のプリマ級のバレリーナをヒロインとして起用しようということになり、放送開始の前年（1971年）から、当時、牧阿佐美バレヱ団に所属していた靭啓子（うつぼ けいこ）に出演交渉を始めたが、それまでドラマ出演など役者の経験は無かったことなどもあって、一時は交渉が決裂し企画が無期延期になるも、改めて先に「ゆうき みほ」という芸名を付けて出演を交渉し、ようやく主演起用に至ったという経緯があった。ゆうきは、当時の記事の中で「バレエというと、一見、華麗な世界と考えられているみたいだが、今回のドラマを通じて、バレエの世界を身近に感じてくれたらいいと思っています」と述べている。
また、ライバル役の梅田智美（智子）も、当時ですでにバレエ歴12年のキャリアがあった。
オープニングのタイトルバック、バレエ公演などのシーン、衣装、舞台装置などは牧阿佐美バレヱ団の全面協力で制作された。平均視聴率は16%だった。
なお、主演のゆうきみほはテレビドラマでは他に、
- どっこい大作（NET・1973年、第42話・第43話、山岸美沙 役）
- 走れ!ケー100（TBS・1974年、第42話）
- 隠密剣士 突っ走れ!（TBS・1974年、第11話・第12話、朱実 役）
- 白い牙（日本テレビ・1974年、第22話「クレージーライダー」）
- 夜明けの刑事（TBS・1974年、第5話「猛犬は追いつめる」）

以上の作品にゲスト出演していたが、その後は本業のバレエに専念。‘ゆうき みほ’の芸名はバレエ界でも名乗っている。1985年には『橘秋子優秀賞』、1988年には『第4回服部智恵子賞』各賞を受賞。牧阿佐美バレヱ団、橘バレヱ学校で教師を務める他、現在は自らのバレエスタジオを運営している。

## キャスト
- 小田切美保：ゆうきみほ
- 甲斐鏡子：梅田智美
- 稲村節子：八代るみ子
- 勝山隆：竜崎勝
- 和泉邦江：南風洋子
- 草笛光子
- 菊村彩子：森田敏子 - 元和泉バレエ団プリマドンナで、美保の憧れの存在。退団し独立して「菊村バレエ団」を設立した。
- 早瀬律子：絹かずみ
- かおる：関谷益美
- 秋葉ゆり：佐々木梨里
- オリエ：麻衣ルリ子
- みゆき：小早川純
- 緑ありさ：早乙女ゆう
- 渡辺静
- 信江：牧カオリ
- 俊子：武田美瑳子 - 美保の友人
- 丸木：星十郎 - 和泉バレエ団マネージャー
- 公彦：成川哲夫
- 倉本：佐竹明夫 - 和泉バレエ団スポンサーの「倉本産業」社長
- 岩崎：宇南山宏
- 大原：矢野間啓治
- 大野木敬三：有島一郎
- 甲斐宏：内田喜郎 - 甲斐鏡子の弟
- 甲斐志満：関千恵子 - 甲斐鏡子の母
- 雅江：平井岐代子 - 早瀬律子の叔母
- 白川大介：山内賢 - 倉本産業沖縄支社員（第35話）
- 玉木愛子：川島育恵（第35話 - 第38話）
- ナレーター：納谷悟朗

## スタッフ
- プロデューサー：黒田正司、石井幸一、土井利泰
- 脚本：上條逸雄、鴨井達比古
- 監督：日高武治、竹林進
- 音楽：三沢郷
- 制作：東宝株式会社、TBS

## 主題歌
- 主題歌「赤い靴」

作詞：岩谷時子 / 作曲・編曲：三沢郷 / 歌：中村洋子
- 副主題歌（揷入歌）「待つのはつらい」

作詞：岩谷時子 / 作曲・編曲：三沢郷 / 歌：中村洋子

## 放送局
- TBS：火曜 19:00 - 19:30
- 北海道放送：火曜 19:00 - 19:30[5]
- 青森テレビ：火曜 19:00 - 19:30[6]
- 岩手放送：火曜 19:00 - 19:30[6]
- 秋田放送：火曜 19:00 - 19:30[6]
- 山形放送：月曜 18:00 - 18:30[7]
- 東北放送：火曜 19:00 - 19:30[8]
- 福島テレビ：火曜 19:00 - 19:30[8]
- 新潟放送：火曜 19:00 - 19:30[9]
- 信越放送：火曜 19:00 - 19:30[10]
- テレビ山梨：火曜 19:00 - 19:30[11]
- 静岡放送：火曜 19:00 - 19:30[11]
- 北日本放送：火曜 19:00 - 19:30[12]
- 北陸放送：火曜 19:00 - 19:30[12]
- 福井放送：火曜 19:00 - 19:30[12]
- 中部日本放送：火曜 19:00 - 19:30[13]
- 朝日放送：火曜 19:00 - 19:30[14]
- 四国放送：火曜 19:00 - 19:30[15]
- 山陰放送：火曜 19:00 - 19:30[16]
- 山陽放送：火曜 19:00 - 19:30[17]
- 中国放送：火曜 19:00 - 19:30[17]
- テレビ山口：火曜 19:00 - 19:30[18]
- 南海放送：火曜 19:00 - 19:30（1973年3月まで）[19] → 木曜 19:00 - 19:30（1973年4月から）[20]
- テレビ高知：火曜 19:00 - 19:30[21]
- RKB毎日放送：火曜 19:00 - 19:30[22]
- 長崎放送：火曜 19:00 - 19:30[22]
- 熊本放送：火曜 19:00 - 19:30[22]
- 大分放送：火曜 19:00 - 19:30[19]
- 宮崎放送：火曜 19:00 - 19:30[23]
- 南日本放送：火曜 19:00 - 19:30[23]
- 琉球放送：火曜 19:00 - 19:30[24]

## コミカライズ
- すずき真弓によって、『週刊少女コミック』（小学館）の1972年42号から1973年49号まで連載された。
- また小学館の学年別学習雑誌の内、『小学一年生』から『小学四年生』の1972年11月号から（『小学四年生』のみ12月号から）1973年10月号まで連載、連載は年度が変わった1973年4月号からは、1年上の学習雑誌に繰り上げて継続された。漫画の他、ゆうきが執筆したバレエについての読み物もあった。作画者は次の通り。
  - 『小学一年生』
    - 1972年11月号から1973年3月号：三鈴緑
    - 1973年4月号から10月号：原田千代子

  - 『小学二年生』
    - 1972年11月号から1973年10月号：奥村真理子

  - 『小学三年生』
    - 1972年11月号から1973年10月号：飛鳥幸子

  - 『小学四年生』
    - 1972年12月号から1973年10月号：もりゆきこ

  - 『小学五年生』
    - 1973年4月号から10月号：もりゆきこ

  - 『小学五年生』1972年12月号から1973年3月号、『小学六年生』1972年12月号から1973年10月号は、読み物連載